# Station Kadyny
Station Kadyny was een spoorweghalte in de Poolse plaats Kadyny.